# John Murray (5e duc d'Atholl)
Pour les articles homonymes, voir John Murray et Murray.
John Murray, 5e duc d'Atholl (1778–1846) est un duc de la pairie écossaise, un officier de l'armée britannique et un important propriétaire terrien en Écosse. Déclaré fou à l'âge de vingt ans, il ne siège jamais à la Chambre des lords.

## Biographie
Lord John Murray est né le 26 juin 1778 à Dunkeld, Perthshire, deuxième fils de John Murray (4e duc d'Atholl) et de l'hon. Jane Cathcart, fille de Charles Cathcart (9e Lord Cathcart), baptisé le 17 juillet 1778. Cependant, son frère aîné mourut dans son enfance, le laissant héritier des titres et domaines de la famille et, jusqu'à la mort de son père en 1830, il fut connu par le Titre de courtoisie de marquis de Tullibardine. Il fait ses études au Collège d'Eton et, en 1797, il est nommé enseigne du 61e Régiment d'infanterie. Cependant, en 1798, il est déclaré "mentalement instable". Il occupe les fonctions de shérif du Perthshire de 1830 jusqu'à sa mort.
Le duc ne s'est jamais marié et est mort sans enfants et fou à Greville Place, à St John's Wood, à Londres, le 14 septembre 1846, à l'âge de soixante-huit ans, après une vie retirée. Son neveu George Murray (6e duc d'Atholl) lui succède, fils du frère cadet du duc, James Murray (1er baron Glenlyon) (1782-1837). Le baron avait géré les affaires familiales et ducales pour le compte de son frère aîné après la mort de leur père.